# Grand Prix Cycliste la Marseillaise 2020
Il Grand Prix Cycliste la Marseillaise 2020, quarantunesima edizione della corsa, valevole come evento dell'UCI Europe Tour 2020 e come prima prova della Coppa di Francia categoria 1.1, si svolse il 2 febbraio 2020 su un percorso di 145,3 km, con partenza e arrivo a Marsiglia, in Francia. La vittoria fu appannaggio del francese Benoît Cosnefroy, che completò il percorso in 3h49'51", alla media di 37,930 km/h, precedendo il connazionale Valentin Madouas e il belga Tom Devriendt.
Sul traguardo di Marsiglia 87 ciclisti, su 103 partiti dalla medesima località, portarono a termine la competizione.

## Squadre e corridori partecipanti
| N.    | Cod. | Squadra                  |
| ----- | ---- | ------------------------ |
| 1-7   | TDE  | Total Direct Énergie     |
| 11-17 | GFC  | Groupama-FDJ             |
| 21-27 | ALM  | AG2R La Mondiale         |
| 31-37 | COF  | Cofidis                  |
| 41-47 | NTT  | NTT Pro Cycling Team     |
| 51-57 | NDP  | Nippo Delko Provence     |
| 61-67 | ARK  | Team Arkéa-Samsic        |
| 71-77 | BVC  | B&B Hotels-Vital Concept |

| N.      | Cod. | Squadra                  |
| ------- | ---- | ------------------------ |
| 81-87   | CWG  | Circus-Wanty Gobert      |
| 91-97   | WVA  | Wallonie Bruxelles       |
| 101-107 | SVB  | Sport Vlaanderen-Baloise |
| 111-117 | AUB  | St Michel-Auber 93       |
| 121-127 | NRL  | Natura4Ever-Roubaix      |
| 131-137 | KPH  | Kern Pharma              |
| 141-147 | CCA  | Cambodia Cycling Academy |

## Ordine d'arrivo (Top 10)
| Pos. | Corridore         | Squadra   | Tempo    |
| ---- | ----------------- | --------- | -------- |
| 1    | Benoît Cosnefroy  | AG2R      | 3h49'51" |
| 2    | Valentin Madouas  | Groupama  | s.t.     |
| 3    | Tom Devriendt     | Circus    | s.t.     |
| 4    | Jesús Herrada     | Cofidis   | s.t.     |
| 5    | Edward Planckaert | Sport Vl. | a 17"    |
| 6    | Clément Venturini | AG2R      | s.t.     |
| 7    | Damien Touzé      | Cofidis   | s.t.     |
| 8    | Anthony Turgis    | Total     | s.t.     |
| 9    | E. B. Hagen       | NTT       | s.t.     |
| 10   | Anthony Maldonado | Auber 93  | s.t.     |